# Khalid (sanger)
Khalid Donnel Robinson (født 11. februar 1998 i Georgia, USA), bedre kendt som Khalid, er en amerikansk sanger og sangskriver.